# Fearless (EP de Le Sserafim)
Fearless es el primer EP y álbum debut del grupo femenino surcoreano Le Sserafim. Fue lanzado el 2 de mayo de 2022 por Source Music y distribuido por YG Plus. Contiene cinco pistas, entre ellas el sencillo principal titulado «Fearless».

## Antecedentes y lanzamiento
El 13 de abril de 2022, la discográfica surcoreana Source Music —subsidiaria de Hybe Corporation— reveló que su nuevo grupo femenino, Le Sserafim, debutaría el 2 de mayo con su primer EP Fearless y confirmó que realizaría una presentación para los fanáticos ese mismo día. El 15 de abril, la empresa publicó el calendario para el contenido promocional del disco, mientras que el 19 de abril lanzó un video conceptual bajo el título «The World Is My Oyster». Un día después publicó una serie de fotografías conceptuales de cada una de las integrantes del grupo.
El 22 de abril lanzó una segunda serie de fotografías de sus miembros, mientras que el 25 de abril publicó la lista de canciones, en la que se confirmó que el EP contendría cinco temas y que el sencillo principal sería su canción homónima «Fearless». El 29 de abril y el 1 de mayo, Hybe publicó en su canal de Youtube el primer y segundo avance del video musical de «Fearless».

## Composición y letras
La canción principal, «Fearless», ha sido descrita como una canción de género pop alternativo basada en el funk que contiene el mensaje de avanzar sin miedo y sin dejarse influenciar por la mirada del mundo. La primera pista del álbum, «The World Is My Oyster», es una canción que armoniza con un ritmo fuerte que recuerda a una pasarela de desfiles de moda y un estado de ánimo psicodélico. Las miembros Kim Chaewon y Huh Yunjin participaron en la composición de la letra de «Blue Flame», una canción de estilo dance punk que crea una atmósfera misteriosa con una melodía sofisticada. «The Great Mermaid» es una canción que reinterpreta el cuento de hadas La Sirenita desde la perspectiva de Le Sserafim. «Sour Grapes», cuyo tema es la historia de la fábula de Esopo titulada La zorra y las uvas, habla sobre la psicología de la curiosidad por el amor y el lado egoísta de valorarse más a uno mismo.

## Recepción

### Rendimiento comercial
El 21 de abril de 2022, el distribuidor del disco, YG Plus, informó que Fearless había superado las 270 000 copias en la primera semana de su período de pedido anticipado. Una semana más tarde, el 30 de abril, reveló que los pedidos anticipados habían superado las 380 000 copias. Alcanzó las 453,000 copias vendidas para finales del 2022, recibiendo la certificación Platino.

## Lista de canciones
| CD / Descarga digital |                          | |          |  |
| N.º                   | Título                   | Producción | Duración |  |
| 1.                    | «The World Is My Oyster» | SCORE (13), Megatone (13) | 1:47     |  |
| 2.                    | «Fearless»               | SCORE (13), Megatone (13), Supreme Boi, BLVSH, JARO, Nikolay Mohr, "hitman" Bang, Oneye, Josefin Glenmark, Emmy kasai, Kyler Niko, PAU, Destiny Rogers                                                              | 2:48     |  |
| 3.                    | «Blue Flame»             | SCORE (13), Megatone (13), Jonna Hall, 가영 (Ga Young) (PNP), 김인형 (Kim In Hyung), danke (lalala studio), Kim Chaewon, Ronnie Icon, Caroline Gustavsson, Huh Yunjin                                               | 3:22     |  |
| 4.                    | «The Great Mermaid»      | SCORE (13), Megatone (13), "hitman" Bang, Cazzi Opeia, Ellen Berg, Anne Judith Wik, Ronny Svendsen, Nermin Harambašić, danke (lalala studio), Kyler Niko, PAU, 이형석 (Lee Hyung Seok) (PNP), Jung Jin Woo (정진우) | 2:58     |  |
| 5.                    | «Sour Grapes»            | SCORE (13), Megatone (13), danke (lalala studio), ABIR, Kayofkaj, Nermin Harambašić, Lady 'V', 김인형 (Kim In Hyung), Cazzi Opeia, Ellen Berg                                                                       | 3:17     |  |
| 14:12                 |                          | |          |  |

## Reconocimientos

### Listados
| Publicación | Lista                                | Ranking  | Ref.   |
| ----------- | ------------------------------------ | -------- | ------ |
| Uproxx      | Los mejores álbumes de pop de 2022   | Incluida | [ 18 ] |
| Uproxx      | Los mejores álbumes de K-Pop de 2022 | Incluida | [ 19 ] |

## Posicionamiento en listas
| Lista (2022)                     | Mejor posición |
| -------------------------------- | -------------- |
| Corea del Sur (Gaon Album Chart) | 2              |
| Hungría (MAHASZ)                 | 37             |
| Japón (Billboard Japan)          | 1              |
| Japón (Oricon Albums)            | 3              |

| Lista (2022)                     | Mejor posición |
| -------------------------------- | -------------- |
| Corea del Sur (Gaon Album Chart) | 5              |
| Japón (Oricon Albums)            | 9              |

## Historial de lanzamiento
| País          | Fecha             | Formato                         | Discográfica          |
| ------------- | ----------------- | ------------------------------- | --------------------- |
| Corea del Sur | 2 de mayo de 2022 | CD, descarga digital, streaming | Source Music, YG Plus |